# 電單車 (電影)
《电单车》（英語：Young Lovers on Flying Wheels）是1974年狄龙执导的香港電影，由狄龙、程可为等領銜主演。该片主要讲述一个人为了买摩托车从而遇到了很多事情的故事。

## 影片介绍
有一个人，因为喜爱摩托车，同时也因为讨厌公交车的拥挤等原因，于是想要拥有一部电单车，于是他决定用各种方式来筹集买车的钱，最后还借了高利贷。
不过最后因为一些原因，他决定将电单车卖掉，决定回归以前的生活……

## 演员
- 狄龙
- 石天
- 陈绍佳
- 徐发
- 罗强
- 何其昌
- 卢慧
- 龙逸升
- 黄志强
- 王光裕
- 程可为
- 李海生
- 林珍奇
- 姜南
- 文秀
- 午马
- 黄梅

## 備註
1. ↑  《中華民國電影年鑑》的说明
2. ↑  《银海爱河: 香港影视明星的情爱逸事》的说明，出版社为中国文联出版公司
3. ↑  .   [2022-01-22]. （原始内容存档于2022-04-19）.
4. ↑  《影 300》中的说明，出版社为復旦大學出版社。
5. ↑  《影视大亨邵逸夫: 邵逸夫的电影、慈善、电视传奇》介绍
6. ↑  《中国电影大辞典》 介绍，出版社为
上海辞书出版社
7. ↑  《回顧香港電影三十年》中的说明

## 相關連結
- 豆瓣链接 （页面存档备份，存于）
- 互联网电影数据库（IMDb）上《电单车》的资料（英文）
- 香港影庫上《电单车》的資料（繁體中文）